# 九龙镇 (余干县)
九龙镇，是中华人民共和国江西省上饶市余干县下辖的一个乡镇级行政单位。

## 行政区划
九龙镇下辖以下地区：
九街社区、瓜畲社区、新墩社区、畈上村、大田村、润溪村、燕湖村、山岩村、徐家村、龙塘村、山塘村、民安村、湖西村、杨家村、新芹村和西湾村。